# Kewego
Piksel France (ex Kewego) est une société française de plateforme de vidéo en ligne.

## Historique
Kewego est créée en 2003 par Michel Meyer et Olivier Heckmann[réf. incomplète] à l'origine de Multimania dans les années 1990, première startup introduite en bourse et rachetée par Lycos.
La société rentable depuis 2009, compte aujourd'hui 60 collaborateurs et plus de 450 clients. Elle est soutenue par la Caisse des dépôts, Banexi Venture et Oséo. Elle fait partie des rares entreprises françaises du net rentables (depuis 2009)[réf. incomplète], avec 60 collaborateurs et plus de 450 clients (journaux en ligne, constructeurs automobiles, grande distribution, secteur bancaire...).
Kewego a officiellement annoncé la prise de participation majoritaire par la société américaine, Piksel Kit Digital, le 31 janvier 2011, qui a changé son nom en Piksel France en 2013[réf. incomplète].
Concernant la société Kewego Grenoble, elle a été radiée début 2012.